# 해군사령부호

사령관실

해군사령부호(일본어: 海軍司令部壕)는 오키나와 전투에서 일본 제국 해군의 사령부로 사용된 방공호이다. 전쟁이 끝난 후, 구 해군사령부호(旧海軍司令部壕)라는 이름으로 일부가 공개되어 주변은 해군호공원(海軍壕公園)으로 정비되어 있다. 일본 오키나와현 도미구스쿠시와 나하시 도시 경계에 위치한다.